# Pistage web
Pour les articles homonymes, voir pistage.
Le pistage web, pistage utilisateur, ou encore traçage web (en anglais : web tracking), est la pratique ou la technique par laquelle un site web collecte, enregistre et partage des informations sur les activités d'un individu sur le World Wide Web. L'analyse de ces activités (ou l'identification du visiteur) permet de fournir des contenus adaptés aux préférences du visiteur mais c'est aussi une donnée qui peut intéresser différents acteurs du web.
Le pistage web est notamment utilisé par les sociétés de publicité et de marketing du Web (ciblage), pour la mesure d'audience d'un site web ou les tests d'utilisabilité d'un site.
Il existe différentes réglementations à travers le monde, mais dans certaines régions, les internautes peuvent avoir la possibilité de s'exclure du pistage d'un site Web ou des cookies d'un site Web.
Certains navigateurs tels que Firefox permettent d'éviter ce pistage web, en proposant en particulier une option qui désactive le stockage de ces paramètres traceurs dans l'historique de navigation.

## Exemples
Le paramètre traceur utilisé par Facebook est « fbclid », que l'on retrouve sur certaines URL. De même celui utilisé par Microsoft est « msclkid ». Celui utilisé par Google est « gclid », et celui de DoubleClick est « dclid ».